# Ersättare
|  | Wiktionary har en ordboksartikel om ersättare. |

Som ersättare benämns i kommunallagen och kyrkoordningen i Sverige en person som valts att vid förfall ersätta en ordinarie ledamot av en styrelse eller nämnd.
I tidigare versioner av kommunallagen och kyrkolagen var det en väsentlig skillnad mellan ersättare och suppleant på så sätt att i de nämnder och styrelser där ersättarna har närvarorätt (ofta i kommunstyrelsen och större nämnder) även då de inte tjänstgör benämndes de suppleanter, medan i andra organ där ersättarna enbart har närvarorätt då de tjänstgör som ersättare för frånvarande ordinarie ledamot (till exempel arbetsutskott) benämndes de ersättare.
I nuvarande versioner av kommunallagen och kyrkoordningen är ordet konsekvent utbytt mot ersättare, oberoende av närvarorätt.